# Massay
Massay é uma comuna francesa na região administrativa do Centro, no departamento Cher. Estende-se por uma área de 48,36 km². Em 2010 a comuna tinha 1 402 habitantes (densidade: 29 hab./km²).